# Holeșiv, Jîdaciv
Holeșiv (în ucraineană Голешів) este un sat în comuna Mlînîska din raionul Jîdaciv, regiunea Liov, Ucraina.

## Demografie
Componența lingvistică a localității Holeșiv
     Ucraineană (100%)
Conform recensământului din 2001, toată populația localității Holeșiv era vorbitoare de ucraineană (100%).